# Darryl Bäly
Darryl Bäly (Zaandijk, 19 januari 1998) is een Arubaans-Nederlands voetballer die doorgaans speelt als centrale verdediger. In juli 2023 verruilde hij OFC voor FC Lisse. Bäly maakte in 2021 zijn debuut voor het Arubaans voetbalelftal.

## Clubcarrière
Bäly speelde in de jeugd van ZVV Zaandijk en KFC en kwam in 2013 in de opleiding van FC Volendam terecht. Medio 2017 tekende hij een contract voor één seizoen, met een optie op een jaar extra. Deze optie werd later gelicht door Volendam. De verdediger maakte zijn professionele debuut in de tweede speelronde van de Eerste divisie in het seizoen 2018/19. Op bezoek bij Sparta mocht hij van coach Misha Salden in de basis starten als vervanger van de geblesseerde Daan Klinkenberg. Hij zou de volle negentig minuten meespelen. Door twee doelpunten van Halil Dervişoğlu werd met 2–0 verloren. Bäly werd basisspeler onder de nieuwe trainer Hans de Koning en maakte op 9 november 2018 in een wedstrijd tegen MVV Maastricht (3–2 winst) zijn eerste doelpunt in het betaalde voetbal. Hij kopte uit een hoekschop van Anthony Berenstein de 2–0 binnen. Aan het einde van die maand tekende hij een nieuw contract, tot medio 2021.
In het seizoen 2019/20 kwam Bäly niet voor in de plannen van nieuwe trainer Wim Jonk en speelde hij voornamelijk met Jong Volendam in de Tweede Divisie. Op 31 januari 2020 werd hij voor het restant van het seizoen verhuurd aan Telstar. Na zijn terugkeer naar Volendam het volgende seizoen speelde hij geen enkele wedstrijd meer. Aan het einde van het seizoen 2020/21 werd zijn aflopende contract dan ook niet verlengt. Hij vertrok daarop naar amateurclub OFC. Met een aflopend contract in het vooruitzicht besloot Bäly in februari 2023 een voorcontract te tekenen bij FC Lisse.

## Clubstatistieken
| Seizoen | Club        | Competitie     | Competitie | Competitie | Beker | Beker | Internationaal | Internationaal | Totaal | Totaal |
| Seizoen | Club        | Competitie     | Wed.       | Dlp.       | Wed.  | Dlp.  | Wed.           | Dlp.           | Wed.   | Dlp.   |
| ------- | ----------- | -------------- | ---------- | ---------- | ----- | ----- | -------------- | -------------- | ------ | ------ |
| 2018/19 | FC Volendam | Eerste divisie | 35         | 1          | 1     | 0     | —              | —              | 36     | 1      |
| 2019/20 | FC Volendam | Eerste divisie | 1          | 0          | 0     | 0     | —              | —              | 1      | 0      |
| 2019/20 | → Telstar   | Eerste divisie | 0          | 0          | 0     | 0     | —              | —              | 0      | 0      |
| 2020/21 | FC Volendam | Eerste divisie | 0          | 0          | 0     | 0     | —              | —              | 0      | 0      |
| Totaal  | Totaal      | Totaal         | 36         | 1          | 1     | 0     | 0              | 0              | 37     | 1      |

Bijgewerkt op 11 maart 2025.

## Interlandcarrière
Bäly maakte zijn debuut in het Arubaans voetbalelftal op 2 juni 2021, toen een kwalificatiewedstrijd voor het WK 2022 met 1–3 gewonnen werd van de Kaaimaneilanden. Door een benutte strafschop van Jonah Ebanks kwam Kaaimaneilanden op voorsprong, maar twee doelpunten van Joshua John en een van Terence Groothusen zorgden voor een overwinning. Bäly mocht van bondscoach Stanley Menzo in de basis beginnen en hij speelde het gehele duel mee. De andere debutanten dit duel waren Fernando Lewis (Quick Boys) en Diederick Luydens (KSF Prespa Birlik).
| Interlands van Darryl Bäly voor Aruba | Interlands van Darryl Bäly voor Aruba | Interlands van Darryl Bäly voor Aruba | Interlands van Darryl Bäly voor Aruba | Interlands van Darryl Bäly voor Aruba | Interlands van Darryl Bäly voor Aruba | Interlands van Darryl Bäly voor Aruba |
| №                                     | Datum                                 | Wedstrijd                             | Uitslag                               | Competitie                            | Goals                                 |                                       |
| Als speler bij FC Volendam            | Als speler bij FC Volendam            | Als speler bij FC Volendam            | Als speler bij FC Volendam            | Als speler bij FC Volendam            | Als speler bij FC Volendam            | Als speler bij FC Volendam            |
| ------------------------------------- | ------------------------------------- | ------------------------------------- | ------------------------------------- | ------------------------------------- | ------------------------------------- | ------------------------------------- |
| 1                                     | 2 juni 2021                           | Kaaimaneilanden – Aruba               | 1 – 3                                 | WK 2022 kwalificatie                  |                                       |                                       |
| 2                                     | 5 juni 2021                           | Aruba – Canada                        | 0 – 7                                 | WK 2022 kwalificatie                  |                                       |                                       |
| Als speler bij OFC                    |                                       |                                       |                                       |                                       |                                       |                                       |
| 3                                     | 6 juni 2022                           | Aruba – Sint-Maarten                  | 3 – 0                                 | Nations League 2022/23                |                                       |                                       |
| 4                                     | 9 juni 2022                           | Aruba – Saint Kitts en Nevis          | 2 – 3                                 | Nations League 2022/23                |                                       |                                       |
| 5                                     | 27 maart 2023                         | Saint Kitts en Nevis – Aruba          | 2 – 0                                 | Nations League 2022/23                |                                       |                                       |
| Als speler bij FC Lisse               |                                       |                                       |                                       |                                       |                                       |                                       |
| 6                                     | 11 september 2023                     | Kaaimaneilanden – Aruba               | 1 – 2                                 | Nations League 2023/24                |                                       |                                       |
| 7                                     | 8 juni 2024                           | Aruba – Curaçao                       | 0 – 2                                 | WK 2026 kwalificatie                  |                                       |                                       |
| 8                                     | 15 november 2024                      | Puerto Rico – Aruba                   | 5 – 1                                 | Nations League 2024/25                |                                       |                                       |
| 9                                     | 18 november 2024                      | Aruba – Sint Maarten                  | 0 – 1                                 | Nations League 2024/25                |                                       |                                       |

Bijgewerkt op 11 maart 2025.